# Łagów (Świebodzin)
Pour les articles homonymes, voir Łagów.
Łagów (prononciation : [ˈwaɡuf] ; en allemand : Lagow) est un village de la gmina de Łagów dans le powiat de Świebodzin de la voïvodie de Lubusz dans l'ouest de la Pologne.
Le village est le siège administratif (chef-lieu) de la gmina de Łagów.

## Géographie

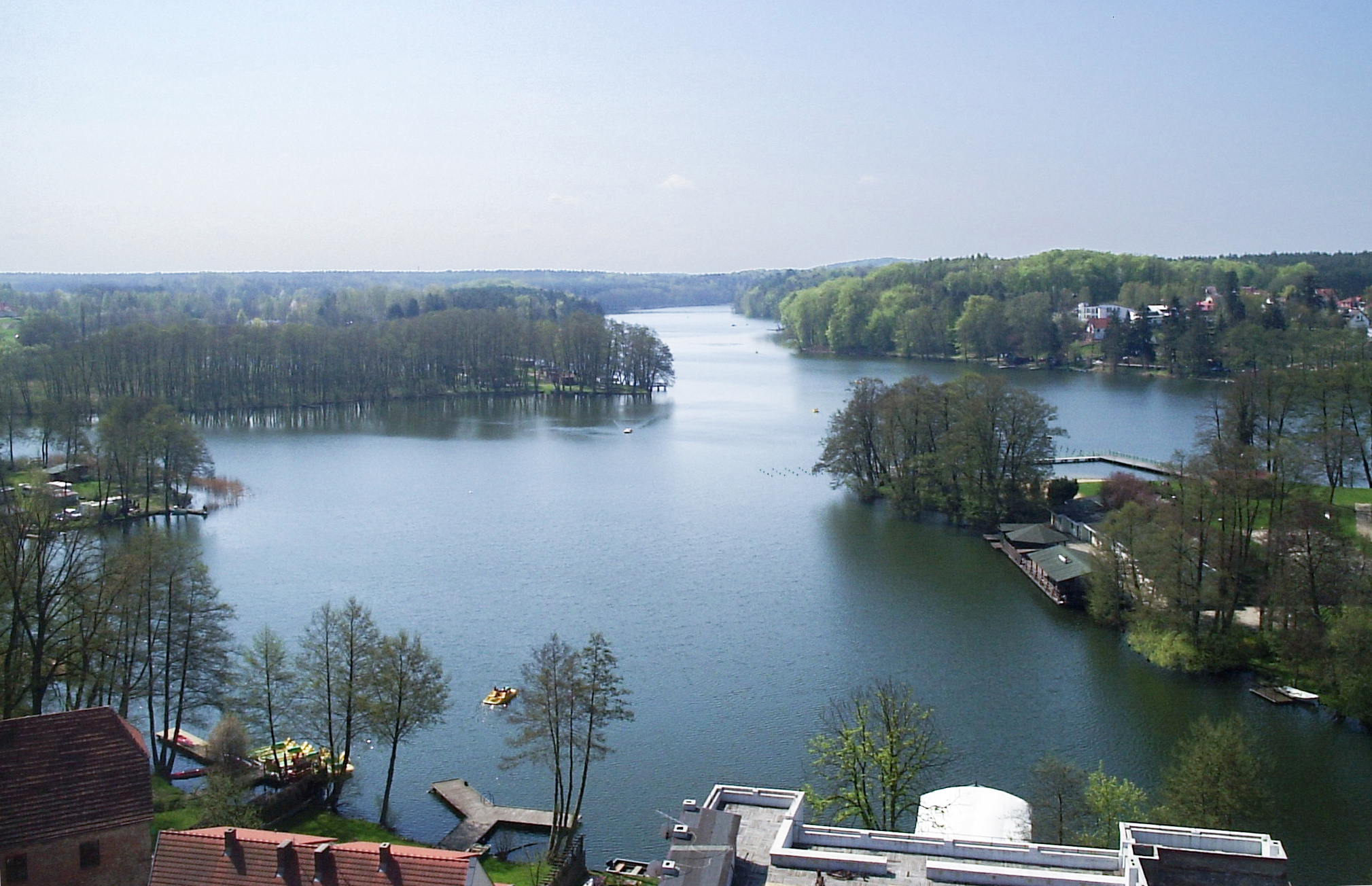
Vue sur le lac de Łagów.

Il se situe dans l'est du pays de Lubusz, à environ 19 kilomètres au nord-ouest de Świebodzin (siège du powiat), 45 kilomètres au sud de Zielona Góra (siège de la diétine régionale) et 46 kilomètres au nord de Gorzów Wielkopolski (capitale de la voïvodie).
Le village comptait approximativement une population de 1 655 habitants en 2010.

## Histoire
Les plus anciennes traces d'une présence humaine remontent à la culture lusacienne présente à la fin de l'âge du bronze. Auparavant une place forte des Slaves dans l'extrême est du pays de Lubusz, la localité a été conquise par les margraves ascaniens Jean Ier et Othon III de Brandebourg vers 1251 et incorporée dans la Nouvelle-Marche. Le château de Lagow est mentionné pour la première fois dans un acte de donation délivré par les margraves Othon IV et Henri Ier de Brandebourg en 1299.

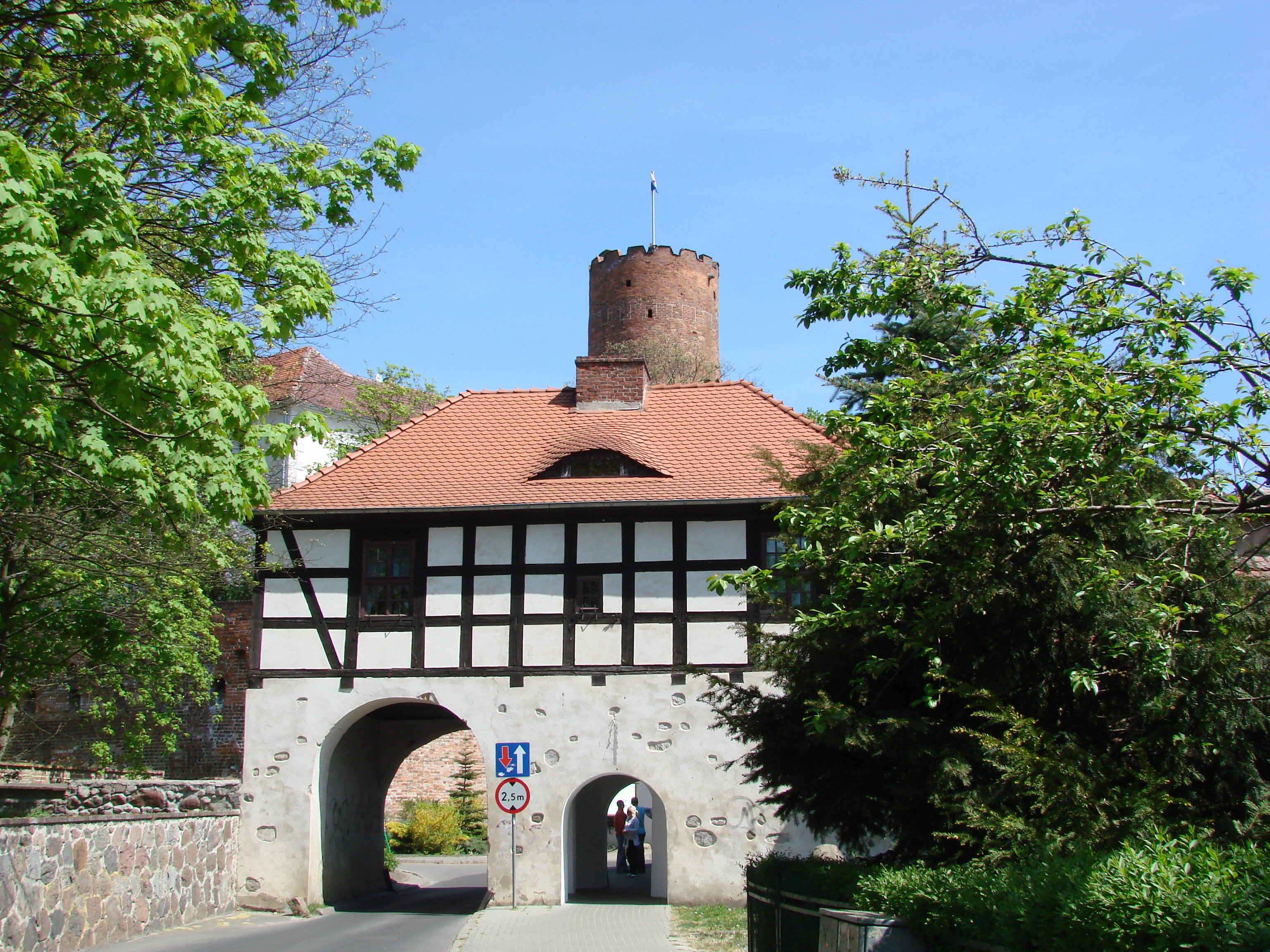
Porte de la Marche.

Au milieu du XIVe siècle, la forteresse à la limite avec la Grande-Pologne passa à l'ordre de Saint-Jean qui fit construire un nouveau château. Une colonie des artisans et des vassaux surgit au-dessous de la commanderie, entourée de remparts avec deux portes : l'une vers la marche de Brandebourg dans l'ouest et l'une vers la Pologne dans l'est.
De 1535 à 1572, Lagow appartenait au margraviat de Brandebourg-Küstrin. À partir de 1618, le domaine faisait partie de l'État de Brandebourg-Prusse. Pendant la guerre de Trente Ans, la forteresse a été conquise et dévastée par des troupes suédoises. À partir de 1701, la ville appartenait au royaume de Prusse ; elle était incorporée dans le district de Francfort au sein de la province de Brandebourg de 1815 jusqu'en 1945. La commanderie de l'ordre de Saint-Jean avait été dissoute au cours des Réformes prussiennes en 1811.
Après la réforme administrative du royaume de Prusse en 1815, Lagow entre dans l'arrondissement de Sternberg-en-Nouvelle-Marche, qui est divisé ensuite, et elle fait partie de l'arrondissement de Sternberg-Est.
Après la fin de la Seconde Guerre mondiale, avec la mise en œuvre de la ligne Oder-Neisse, la région est intégrée à la république de Pologne. La population d'origine allemande est expulsée et remplacée par des polonais. De 1975 à 1998, le village appartenait administrativement à la voïvodie de Zielona Góra. Depuis 1999, il appartient administrativement à la voïvodie de Lubusz.

## Personnalités
- August Friedrich Wilhelm Franz von Zastrow (1749-1833), général et propriétaire du château de Łagów.
- Gerhard Domagk (1895-1964), bactériologiste.